# Lirstal
Lirstal ist eine Ortsgemeinde im Landkreis Vulkaneifel in Rheinland-Pfalz. Sie gehört der Verbandsgemeinde Kelberg an.

## Geographische Lage
Der Ort liegt in der Eifel.

## Geschichte
Die Gemeinde wurde am 23. November 1966 von „Lierstall“ in „Lirstal“ umbenannt.

## Politik

### Bürgermeister
Dirk Grombein wurde 2009 Ortsbürgermeister von Lirstal. Bei der Direktwahl am 26. Mai 2019 wurde er mit einem Stimmenanteil von 80,19 % in seinem Amt bestätigt. Er wurde im Juni 2024 wiedergewählt.
Grombeins Vorgänger Manfred Höhn hatte 2009 aus Altersgründen nicht erneut kandidiert.

### Wappen
Die Wappenbeschreibung lautet: „Von Gold über Rot geteilt, oben 7 (4:3) zu zwei Balken aneinandergereihte rote Rauten, unten ein schrägrechtes gewendetes, silbernes Schwert mit goldenem Griff.“